# Narzeczona (film)
Narzeczona (tyt. oryg. Nusja) – albański czarno-biały film fabularny z roku 1980 w reżyserii Gëzima Erebary, na motywach powieści Agima Gjakovy.

## Fabuła
Akcja filmu rozgrywa się w północnej Albanii, w roku 1911. Sadik Aliaj decyduje o ślubie swojego syna Bali z Bardhą. Ta jednak kocha Sokola Demę, któremu obiecała swoją rękę. Sokol Dema siedzi w więzieniu tureckim za udział w powstaniu. W czasie nocy poślubnej Bardha wyznaje Baliemu swój sekret. Bali ma dwa wyjścia: albo postąpić zgodnie z prawem zwyczajowym i zabić żonę albo zwrócić się do rodziców Sokola Demy.
Film realizowano w okolicach Tropojë.

## Obsada
- Ermira Bahidi jako Bardha
- Edmond Budina jako Bali
- Lec Bushati jako grajek
- Lazër Filipi jako Sadik Aliaj
- Pertef Larti jako Sokol Dema
- Ndrek Luca jako Dem Mareci
- Drita Pelingu jako matka Bardhy
- Agron Dizdari jako Xhema
- Tinka Kurti jako żona Dema Mareciego
- Lec Vuksani jako ojciec narzeczonej